# Anton Anderledy
Anton Maria Anderledy, né le 3 juin 1819 à Berisal en Valais (Suisse) et décédé à Fiesole, près de Florence en Italie, le 18 janvier 1892, est un prêtre jésuite suisse. Élu vicaire général avec droit de succession en 1883, il devint effectivement le 23e Supérieur général de la Compagnie de Jésus en 1887, à la mort de Pierre-Jean Beckx.

## Biographie

### Formation
Anton Maria Anderledy est le fils d'Anton Anderledy, administrateur des Postes, et de son épouse née Geneviève Seiler. Il fait ses études secondaires au collège jésuite de Brigue, avant d'entrer dans la Compagnie en 1838. Au terme de ses études, il enseigne le latin deux ans au collège de Fribourg avant d'entamer des études de philosophie et de théologie à Rome en 1844 qu'il poursuit à Fribourg pour raisons de santé. Les jésuites sont expulsés de Suisse en novembre 1847. Il se rend alors à Chambéry pour poursuivre ses études, mais à la suite de la révolution française de 1848 il s'exile, avec une cinquantaine de jésuites, cette fois aux États-Unis où il termine sa théologie à l'université jésuite de Saint-Louis du Missouri, avant d'être ordonné prêtre le 29 septembre 1848.
Il est responsable des émigrés européens de Green Bay sur le Lac Michigan et, en 1850, revient en Europe pour accomplir son Troisième An - ce qui achève sa formation - à l'abbaye de Tronchiennes, près de Gand, en Belgique. Il parcourt l’Allemagne pour des missions populaires en compagnie du jésuite Pierre Roh mais des ennuis de santé l’obligent à se reposer. Il fait sa profession religieuse définitive en 1855 à Cologne, en Allemagne et devient recteur du théologat de Cologne entre 1853 et 1859.

### Provincial d'Allemagne
En 1859, il est nommé Supérieur provincial des jésuites d'Allemagne. Il y stimule les études supérieures, fonde une maison de formation théologique et philosophique, le Collegium maximum dans l'ancienne abbaye de Maria Laach, près de Bonn en 1863 et lance deux revues qui acquièrent bientôt un certain prestige international : Collectio Lacensis et Stimmen aus Maria Laach. Professeur de théologie morale entre 1866 et 1870, puis recteur à partir de 1869, il est appelé à Rome en 1870 par le Supérieur général, le  Père Beckx, qui en fait son assistant pour les provinces germanophones.

### Supérieur général
En 1883, la 23e congrégation générale, convoquée par le Père Beckx pour lui donner un vicaire-successeur, se réunit à la maison généralice de Fiesole et élit Anderledy comme « vicaire général de la Compagnie avec droit de succession ». La même congrégation émet par ailleurs un décret condamnant le libéralisme dans l'Église. Dès 1884, il relaie le Père Beckx qui, âgé, se retire de la vie active. Anderledy lui succède automatiquement après sa mort, le 4 mars 1887.
Son généralat coïncide avec une période difficile pour la Compagnie à cause des troubles que traverse l'Europe: les jésuites sont expulsés ou dispersés à différentes reprises de plusieurs pays par des gouvernements anticléricaux et voient leurs collèges et scolasticats supprimés en France (ou contraints à l'exil) et en Italie. La maison généralice jésuite a d'ailleurs dû s'exiler de Rome à Fiesole.
Il soutient fermement le pape Léon XIII dont il appuie la condamnation de la franc-maçonnerie dans l'encyclique Humanum Genus. Léon XIII confirme les droits et privilèges de la Compagnie dans son bref Dolemus inter de 1886. Présenté comme un homme de caractère, Anderledy interprète de manière plutôt rigide les Constitutions et règles de la Compagnie de Jésus. La discipline religieuse est stricte.
Par ailleurs, ne manquant pas de vision, Anderledy envoie ad exteris les jésuites dispersés ou exilés par les révolutions en France et en Italie, ce qui a pour effet de développer les missions outremer : la mission du Canada devient autonome, de nouvelles missions sont fondées en Moldavie (1885), à Pune aux Indes britanniques (1886) ou encore à Al Minya en Égypte (1887).
Il contribue à la promotion de la formation scientifique des jeunes jésuites et de l’activité scientifique et littéraire de leurs aînés. Différents établissement, théologats et universités, sont également fondés : à Enghien par les jésuites français exilés en Belgique, à Los Gatos en Californie, à Kurseong en Inde, à Tananarive à Madagascar...
Durant ce bref généralat - il dura à peine six ans - le nombre des jésuites passa de 11 840 à 13 275.
En 1892, quelques heures avant sa mort, Anton Anderledy nomme Luis Martín en tant que vicaire général, le chargeant ainsi de convoquer après sa mort, la 24e Congrégation générale. Le Père Anton Anderledy s'éteint le 18 janvier 1892 à Fiesole où il est enterré.

## Écrits
Anton Anderledy est l'auteur d'une réédition annotée du manuel de théologie morale du XVIIIe siècle Neo-Confessarius du jésuite Johann Reuter.

## Sources
- Pierre Emonet, Un valaisan supérieur général de la Compagnie de Jésus, sur le site Jésuites en Suisse, article en ligne
- (de) Friedrich Wilhelm Bautz, « Anderledy, Anton Maria », dans Biographisch-Bibliographisches Kirchenlexikon (BBKL), vol. 1, Hamm, 1975 (ISBN 3-88309-013-1, lire en ligne), colonne 162